# Городские проекты
«Городски́е прое́кты Ильи́ Варла́мова и Макси́ма Ка́ца» — российский некоммерческий фонд, созданный политиком Максимом Кацем и журналистом Ильёй Варламовым в 2012 году и приостановивший свою деятельность в марте 2022 года. Фонд был призван улучшить городскую среду с помощью данных современной урбанистики. Фонду принадлежит ряд инициатив в Москве, встретивших смешанные реакции властей, он также работал во многих регионах России.
В 2019 году сотрудница организации Дарья Беседина избрана депутатом Московской городской думы VII созыва. В 2020 году глава «Городских проектов» в Томске Давид Аветян стал депутатом Городской Думы города Томска, а глава «Городских проектов» в Самаре Вадим Алексеев — депутатом совета Октябрьского района Самары.

## Создание

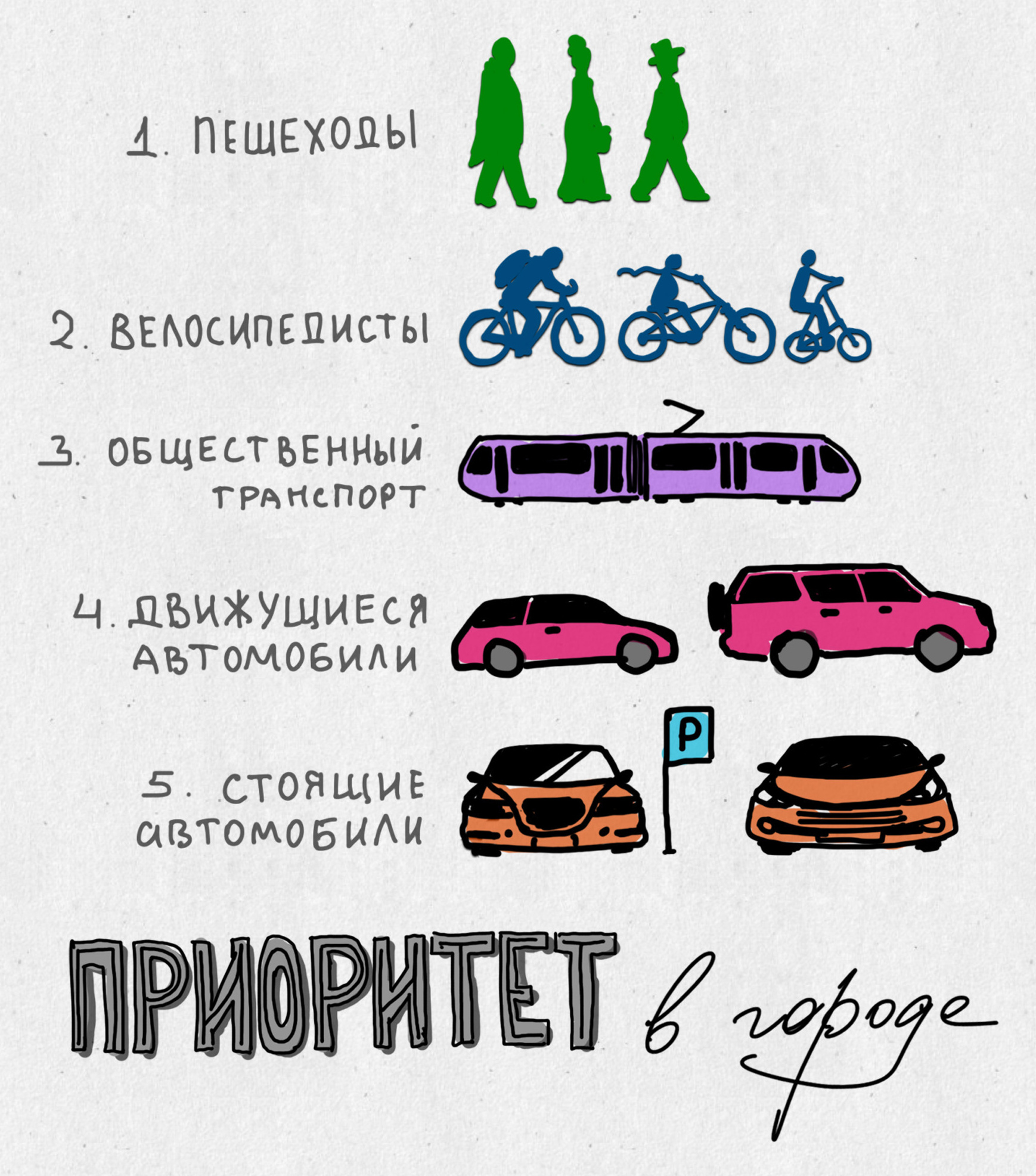
Городские приоритеты с точки зрения фонда

Фонд был основан после того, как Илья Варламов не смог собрать достаточное число подписей для выдвижения в качестве кандидата на пост мэра Омска. Изначально команда Варламова планировала реконструкцию улиц и изменение общего архитектурного облика города, однако после провала идеи было решено аналогичную деятельность начать в первую очередь в Москве. Избранный позже мэром Вячеслав Двораковский поддержал идеи Варламова, заявив в предвыборной речи, что готов реализовать его проекты.
4 июня 2012 года было объявлено о запуске проекта. Кац и Варламов сообщили о том, что в его рамках планируется составить рекомендации по внешнему виду Тверской улицы в Москве, озеленению, расстановке уличной мебели и прочему. Планируется чтение лекций, перевод литературы, создание и распространение наглядных материалов.
Первыми объявленными инициативами стали:
- расстановка уличных пепельниц на Тверской,
- исследование и выработка рекомендаций по улучшению пешеходной инфраструктуры на Тверской,
- подготовка проведения карнавала в Москве,
- исследование и разработка проекта изменений улиц, маршрутов общественного транспорта, парков, дворов и площадей в районе Щукино.

При этом Илья Варламов так пояснил порядок определения и реализации задач:

Есть два способа реализации: первый — идеи предлагаем мы и собираем на них деньги, а второй — это предложения жителей. Жители любого города могут нам предложить какую-нибудь интересную идею, а мы постараемся с помощью наших инструментов помочь им её реализовать, развить или поддержать.

Финансирование «Проектов» производится совместно через спонсорство и краудфандинг. Также в 2012 году информационным спонсором фонда без денежного финансирования планировал стать Информационный центр правительства Москвы. Согласно отчёту фонда за 2017 и первую половину 2018 года, доход фонда составил приблизительно 3,1 млн рублей, из которых 2,5 млн рублей являлись частными пожертвованиями, 40 тыс. рублей целевыми пожертвованиями на Санкт-Петербург, 424 тыс. рублей являлись займом у учредителей, 63 тыс. рублей были получены от продажи книг и 37 тыс. рублей от продажи продукции с символикой «Проектов». Всего «Городские проекты» получили 2619 пожертвований со средней суммой в 952 рубля.
Исполнительным директором фонда с декабря 2017 года по апрель 2018 года являлся Пётр Иванов.

## Деятельность в Москве
Перед запуском каждого проекта проводятся полевые исследования с участием волонтёров: изучается пешеходопоток, действия пешеходов. Используются данные исследований видных урбанистов: Яна Гейла, Вукана Вучика и других.
Для изучения европейских городов, а также поиска архитектора, который бы консультировал инициативы в Щукине, Варламов и Кац отправились в экспедицию по Европе. Максим Кац утверждал, что спонсором поездки выступит московская мэрия, однако в информационном центре правительства эти данные о финансовой поддержке опровергли. По заявлению заместителя руководителя центра Георгия Прокопова, договорённость касалась лишь информационного сопровождения экспедиции.
В ходе экспедиции особое внимание уделялось пешеходной и велосипедной инфраструктуре, организации комфортного общественного транспорта, а также деталям уличного благоустройства. По результатам поездки были опубликованы видеоотчёты.

### Благоустройство района Щукино

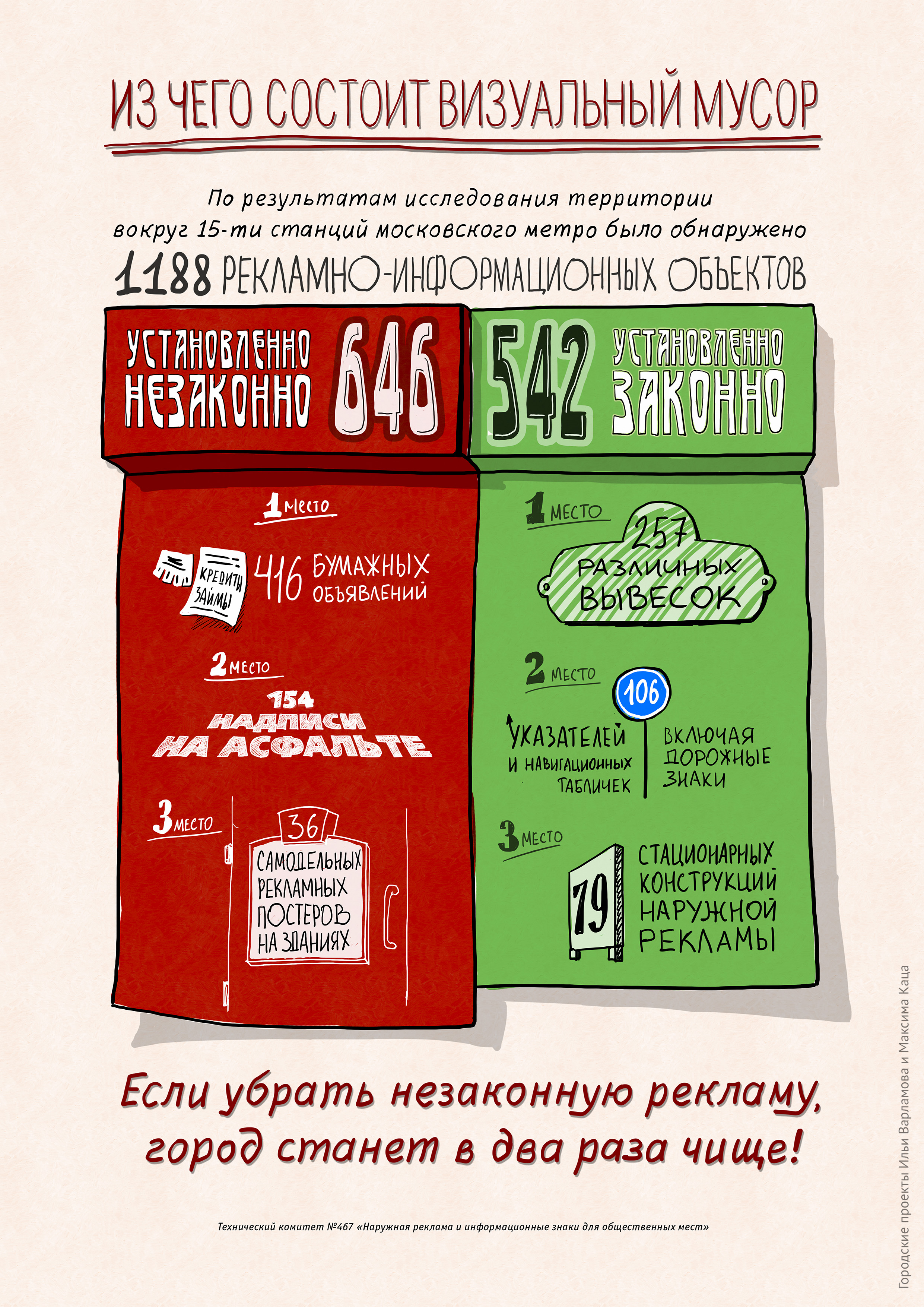
Плакат, посвящённый визуальному мусору

Первые исследования фонда проводились в районе Щукино. Данные об активности людей в районе позволили убедить муниципальное собрание приобрести 500 уличных лавочек. Проводя исследование района Щукино, волонтёры фонда обнаружили проблему в устройстве пешеходных маршрутов и переходов. Ежедневно до 700 человек в одной и той же точке Щукинской улицы перебегали дорогу. Собранная информация убедила местную власть нарисовать в этой точке «зебру».
Другим направлением в благоустройстве района стала борьба с незаконной рекламой. Через давление на местную власть и самих расклейщиков незаконной рекламы было сокращено количество визуального мусора.
Максим Кац неоднократно подчёркивал необходимость улучшения уличной инфраструктуры:

— Если в доме живут триста человек работающих, а во дворе тусит один бомж, то у всех трехсот жильцов создается впечатление, что во дворах одни бомжи. Потому что бомж проводит на улице двадцать четыре часа, а работающие люди пять минут в день. Надо создать удобную уличную инфраструктуру, чтобы вытащить на улицу нормальных людей: уличные кафе, роллердромы, лавочки, столики, бесплатный вай-фай, уличный кинотеатр.
— Максим Кац. Русский Репортёр: Блогострой
Для достижения тех же целей в рамках «Городских проектов» для Щукина был разработан проект зоны отдыха на улице Маршала Василевского. Исследования волонтёров фонда показали наличие спроса на обустройство этой территории для проведения досуга. Проект предполагает оформление пространства в виде спускающихся амфитеатром лавочек, изменение газонного покрытия, объединение ларьков в общую торговую зону, установку столиков и навеса, позволяющего укрыться от дождя. Сообщается о поддержке инициативы в префектуре Северо-Западного округа.

### Запрет парковок на тротуарах Тверской улицы

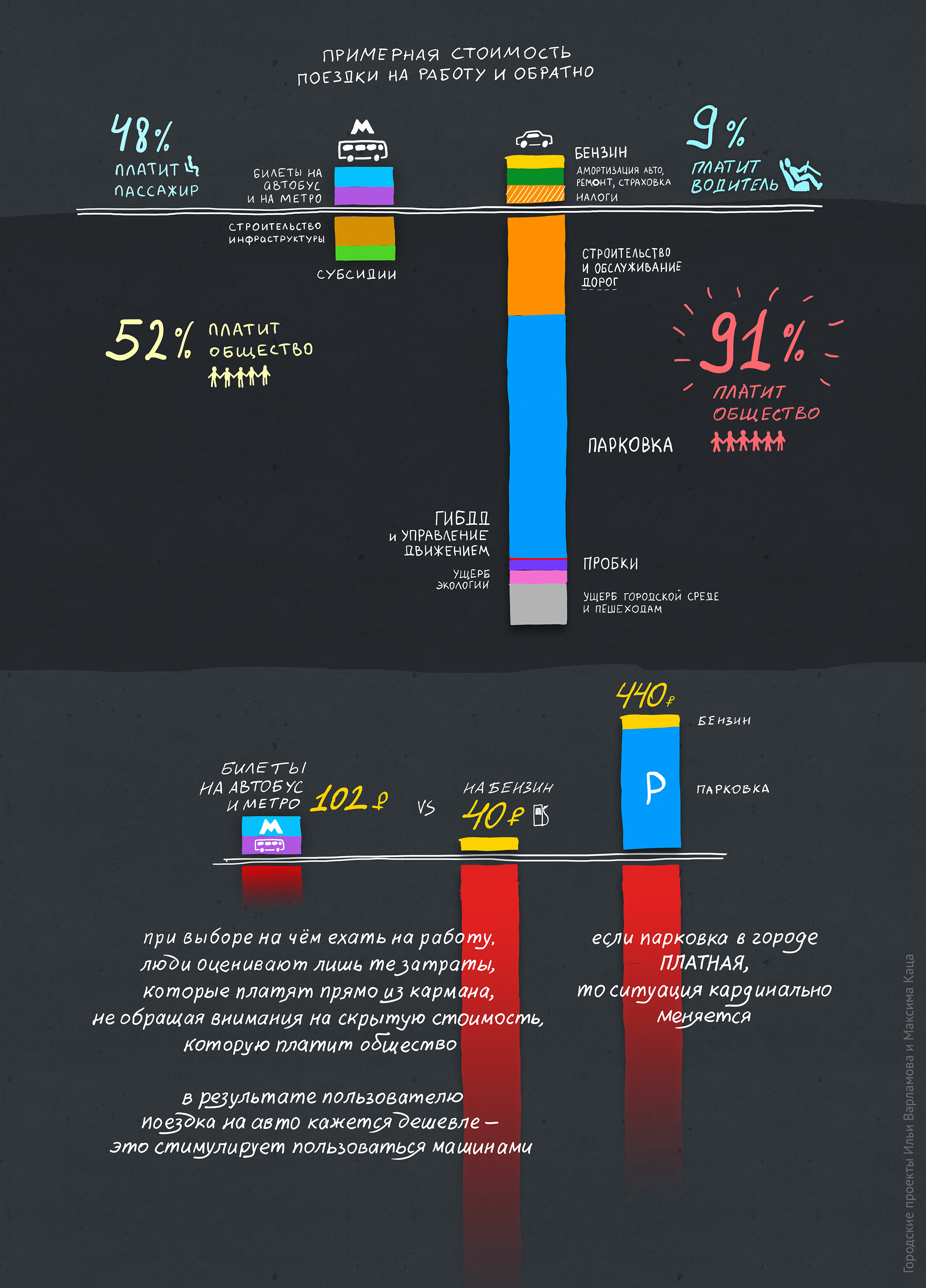
Инфографика с выставки «Города для людей»

Фонд «Городские проекты» активно пропагандирует запрет парковок на тротуаре, развитие общественного транспорта, велосипедной и пешеходной инфраструктуры вместо увеличения автомобильных дорог.
Ещё до запуска «Городских проектов» Максим Кац публиковал свою оценку распределения территории Тверской улицы между пешеходами и автомобилистами: автомобилисты составляют 1 % пользователей тротуаров, при этом они занимают 67 % пространства. С основанием фонда стало возможно более подробное исследование ситуации на Тверской. Его итоги были опубликованы в блогах Ильи Варламова и Максима Каца.
12 октября 2012 года на Тверской улице была стёрта разметка для парковки на тротуарах, припаркованные автомобили начали увозить эвакуаторами. По словам сопредседателя межрегиональной общественной организации «Город и транспорт» Антона Буслова, это решение было принято после ознакомления властей с докладом «Городских проектов».
Максим Кац так описывает процесс принятия решения мэрией:

Мы сделали подробное исследование о том, сколько там бывает машин припарковано и сколько пешеходов идет. Опубликовали эти цифры, которые я отнес вице-мэру по транспорту Максиму Ликсутову. Сказал ему: «Как насчёт того, чтобы всё это убрать, а то мы собираемся распечатать 20 тысяч листовок и раздать их на улицах. Народ тогда потребует, и вы всё равно уберёте». Он на «Транспортном часе» сделал презентацию Собянину на основе этих материалов. На следующую ночь все парковки с тротуаров от Пушкинской до Манежной стерли.— 
Проведённый затем опрос москвичей выявил одобрение запрета парковки на тротуаре: почти 75 % респондентов «отрицательно» и «скорее отрицательно» оценивают разрешённую парковку на тротуарах, и лишь 13 % дали «положительную» и «скорее положительную» оценку. Кроме того, 76 % участников опроса поддержали решение городских властей по ликвидации парковок на Тверской.

### Пепельницы на Тверской
Волонтёрами «Городских проектов» было проведено исследование поведения курильщиков на Тверской. Здесь, как и в других исследованиях фонда, использовалась методология Яна Гейла. На Тверской улице было выбрано 8 точек, на каждой из них в течение 15 минут каждого часа подсчитывалось число курильщиков, количество брошенных на асфальт окурков, количество окурков, брошенных в урну.
Одновременно с исследованиями была запущена подготовка проекта по установке пепельниц. Дизайн крепящихся к столбам пепельниц был разработан Студией Артемия Лебедева. Варламов заявил, что устанавливать пепельницы «Городские проекты» будут без ведома властей.
Инициатива схожа с кампанией некоммерческой организации Keep America Beautiful по уменьшению брошенных на улицах окурков: на их опыте аналогичные меры приводят к снижению числа окурков в среднем на 54 %. Однако представители власти отнеслись к инициативе отрицательно, назвав её пиар-ходом, а также сообщили, что самовольная установка пепельниц запрещена из-за угрозы безопасности.

### Выставка «Города для людей»
С 17 по 26 ноября 2012 года в Государственном Музее архитектуры им. А. В. Щусева проходила выставка «Городских проектов». Были представлены результаты исследований, проведённых «Городскими проектами». Составлявшие экспозицию стенды акцентировали внимание на основных проблемах города и демонстрировали способы улучшения городской среды.
Для посетителей выставки прошёл ряд лекций и дискуссий. В них приняли участие эксперты по городской среде, московские чиновники, участники оппозиционных организаций. Среди выступивших — главный архитектор Москвы Сергей Кузнецов, координатор проекта РосЖКХ Дмитрий Левенец, генеральный директор Мосгортранса Пётр Иванов и другие.

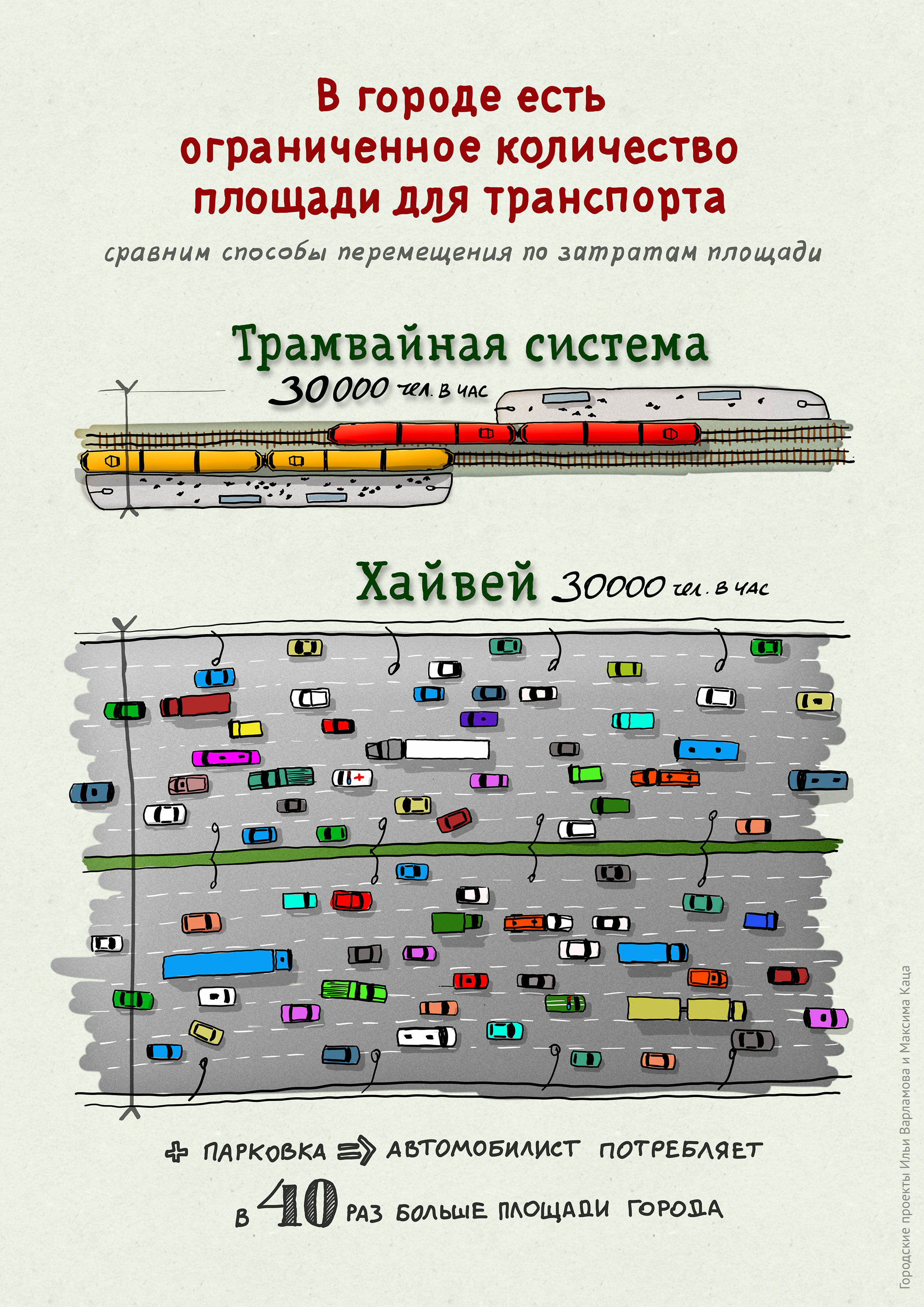
О преимуществе общественного транспорта — плакат с выставки «Города для людей»

Директор музея Ирина Коробьина описала выставку как новый этап жизни музейного пространства и пилотный проект построения в рамках музея дискуссионной площадки.

### Схема метро
Департамент транспорта Москвы вместе с «Городскими проектами» объявили конкурс на создание новой схемы московского метро, которая должна появиться в вагонах в 2013 году. Фондом был сформирован документ, содержащий требования к новой схеме. В частности, схема впервые должна была предусматривать несколько вариантов: компактный, предназначенный для вагонов, и более полный, размещаемый на станциях. Особое внимание в схеме было уделено информированию о других магистральных видах транспорта и пересадках на них. Также требования предполагали наличие QR-кодов сайта метро, указание мест размещения перехватывающих парковок и специальные отметки станций, приспособленных для маломобильных граждан.
Отбор работ осуществлялся сформированной фондом конкурсной комиссией. Среди её членов — руководитель группы разработчиков дизайна Яндекс.Карт Андрей Кармацкий, немецкий специалист по рельсовому транспорту Роберт Швандль, советник руководителя Департамента транспорта Москвы Алексей Митяев и другие. В январе 2013 года на сайте Департамента транспорта проходило интернет-голосование, победителем которого стал проект студии Артемия Лебедева.

### Митинг на Триумфальной площади

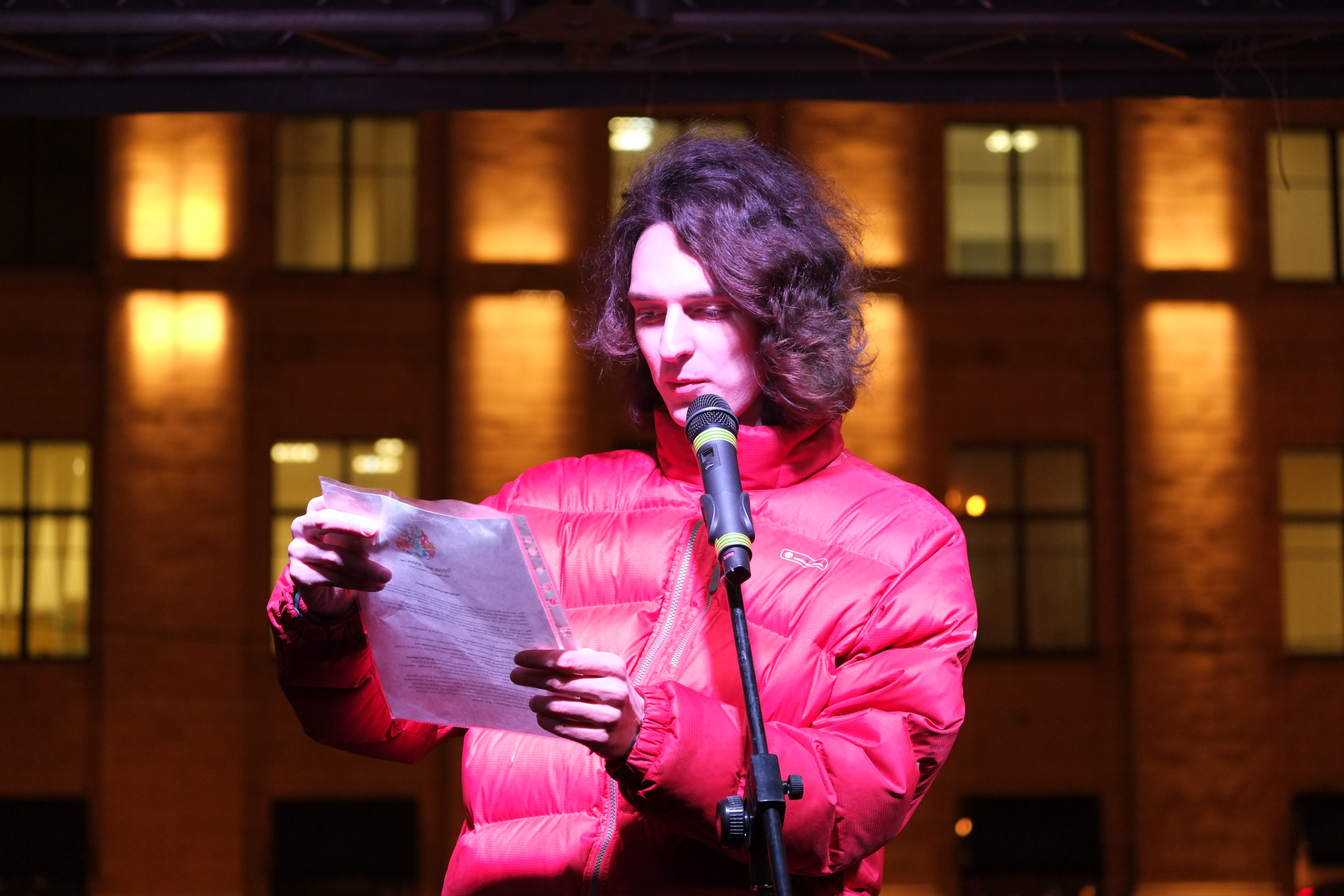
Максим Кац зачитывает резолюцию митинга против реконструкции Триумфальной площади

«Городские проекты» подготовили и провели митинг против реконструкции Триумфальной площади. Митинг состоялся на самой Триумфальной площади 28 ноября 2013 и собрал по разным подсчётам от 70 до 198 человек. Участники митинга высказались против проекта реконструкции, предполагавшего привлечение подрядчика на основе тендера, где основными критериями стали стоимость и сроки проведения работ, без проведения соответствующего профессионального архитектурного конкурса. На митинге, кроме Максима Каца и Ильи Варламова, выступил также историк Москвы Александр Усольцев. Впоследствии власти Москвы приняли решение об отмене результатов уже состоявшегося тендера и проведении архитектурного конкурса.

### Кампания в защиту троллейбуса
Весной 2016 года «Городские проекты» организовали кампанию в защиту троллейбусов в Москве. За несколько месяцев было собрано более 17 000 подписей в защиту удобного и экологически чистого вида транспорта, подписи распечатали и отнесли в Московскую мэрию. Компания собрала более 2,5 миллионов рублей в качестве пожертвований для освещения на радио и раздачи газет на улицах и общественном транспорте, также многие СМИ написали об инициативе в положительном ключе. Однако до сих пор ни одно из обещаний Департамента транспорта не было выполнено, а троллейбус в Москве был уничтожен в 2020 году.

### Карта ДТП
В 2020 году Городские проекты вошли в команду некоммерческого проекта Карта ДТП, визуализирующего на онлайн-карте очаги аварийности на основе открытых данных, публикуемых ГИБДД.

### Издание книги «100 советов мэру вашего города»
В марте 2020 года «Городские проекты» выпустили книгу «100 советов мэру вашего города», в которой собраны рекомендации по развитию городов и улучшению жизни горожан. Средства на издание книги, более двух миллионов рублей, были собраны краудфандингом. Фонд открыл сайт «Просвети чиновника», с помощью которого можно покупать книги и отсылать их чиновникам из российских регионов.

### Проект трамвая на Садовом кольце
Городские проекты разработали маршрут трамвая на Садовом кольце, который проходил там исторически. По плану трамвайная линия должна находиться по центру проезжей части, что повысит провозную способность улицы с нынешних 1,57 тыс. до 15 тыс. человек в час.

### Реновация здорового человека на примере района Зюзино
В феврале 2021 года совместно с центром городских проектов «Штаб» и Штабом Зюзино фонд подготовил альтернативный проект реновации московского района Зюзино. Его реализация позволит не вырубать районный парк и сохранить в основном малоэтажную застройку.

### Возврат реки Неглинки на поверхность земли
В марте 2021 года на сайте фонда был опубликован проект возврата русла реки Неглинки на поверхность земли (на данный момент русло убрано в трубы). По мнению одного из учредителей фонда, Ильи Варламова, возврат реки из подземных коллекторов может изменить облик и функционал исторического центра Москвы и привлечь больше туристов в столицу. В качестве примера подобного успешного проекта Варламов приводит город Сеул, где на поверхность земли вернули русло реки Чхонгечхон, в течение 30 лет пролегавшее в трубах под автомобильной дорогой.

## Деятельность в других регионах

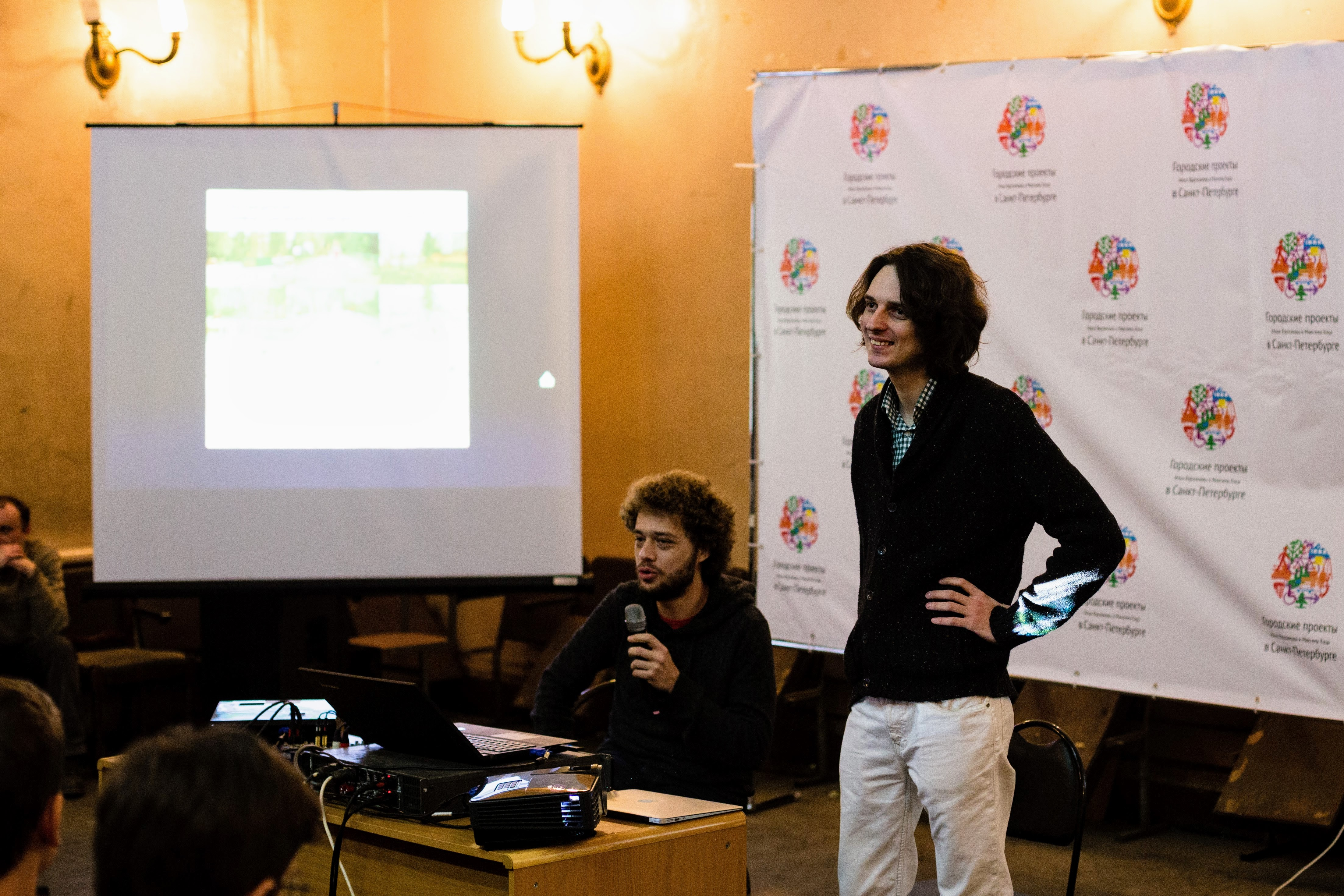
Максим Кац и Илья Варламов на церемонии открытия отделения Городских проектов в Санкт-Петербурге, 2014 год

Хотя деятельность фонда «Городские проекты» сосредоточена в Москве, его создатели в самом начале своей работы заявили, что готовы оказывать юридическую и информационную поддержку готовым региональным проектам. Так, в конце 2014 года сыктывкарский активист Павел Сафронов основал филиал фонда в Санкт-Петербурге.

### Федеральная сеть
В 2020 году фонд открыл сеть региональных отделений в столицах субъектов РФ и за несколько месяцев собрал больше десяти тысяч сторонников, в каждом региональном отделении прошли выборы главы. В течение года представительства фонда открылись в 100 городах страны, число сторонников достигло 20 тысяч человек.
4 марта 2022 года работа всех отделений была приостановлена на неопределённый срок. К моменту приостановки деятельности отделений численность сторонников фонда достигла более 30 тысяч человек, из них почти 4 тысячи — из Москвы.

### Концепция развития парка «Заросли» в Санкт-Петербурге
Вместо планируемого властями Санкт-Петербурга строительства автодороги на месте пустыря на набережной Макарова на Васильевском острове петербургское отделение «Городских проектов» предложило разбить новый городской парк «Заросли». За создание парка было собрано более 4000 подписей, а транспортное моделирование показало, что строительство дороги может даже ухудшить транспортную ситуацию.

### Исследования и реализованные предложения
В марте 2021 года сторонниками фонда было проведено исследование улицы Седова в Иркутске, по результатам которого около Музыкального театра был оборудован регулируемый пешеходный переход, снизивший количество нарушений правил дорожного движения пешеходами.
В Тюмени были понижены около 100 бордюров после сообщений сторонников фонда в управы города о их несоответствиях нормативам высотности.
Отделение фонда в Екатеринбурге исследовало парковку автомобилей на улице Малышева и выяснило, что ежедневно несколько неправильно припаркованных машин мешают около 6500 человек. Спустя сутки после публикации в СМИ информации из исследования тротуар огородили не допускающими парковки бетонными полусферами. В конце 2021 года городские власти согласились огородить столбиками ещё шесть остановочных пунктов города.

### Региональные кампании в поддержку электротранспорта
В июле 2020 года брянские сторонники фонда собрали подписи в поддержку закупки нового подвижного состава троллейбуса и против планировавшихся изменений маршрутной сети. От изменений городские чиновники отказались, а в 2022 году началось обновление троллейбусного парка города.
В марте 2021 года после кампании в защиту курского трамвая губернатор Курской области Роман Старовойт поручил начать проектные работы по реконструкции, ремонту и строительству трамвайной инфраструктуры.

## Организация предвыборных кампаний

### 2013 — выборы мэра Москвы
В 2013 году директор фонда Максим Кац выступил в качестве заместителя начальника предвыборного штаба кандидата Алексея Навального. Со слов Каца, из команды «Городских проектов» в состав штаба входил не только он: «Мы участвовали в выборах Алексея Навального, — понятно, что это были выборы не про городскую повестку, а про политику». В конце кампании Кац покинул штаб из-за конфликта с Навальным. По версии Навального, Кац выступал против протестов в случае поражения на выборах. По другой версии, причиной стал конфликт между Екатериной Патюлиной (на 2022 год — супруга Каца) и начальником штаба Леонидом Волковым.
Характерной особенностью кампании стала установка на улицах Москвы более 1000 так называемых «кубов» — быстросборных четырёхгранных агитационных стендов, рядом с которыми велась агитация. По итогам кампании Алексей Навальный проиграл в первом туре с результатом 27,24 %.

### 2014 — выборы в Московскую Городскую Думу
Для выборов в МГД 2014 года Городские проекты планировали создать штаб поддержки независимых кандидатов. Идея эта, однако, не была поддержана другими оппозиционными силами. В результате директор фонда Максим Кац участвовал в выборах в качестве самовыдвиженца.

### 2017 — муниципальные выборы в Москве
В 2017 году директор фонда Максим Кац в команде с Дмитрием Гудковым организовал штаб поддержки независимых кандидатов в муниципальные депутаты, ставший известным как «политический убер».

### 2019 — муниципальные выборы в Санкт-Петербурге, выборы в МГД
В феврале 2019 года Городские проекты объявили об участии в муниципальных выборах в Санкт-Петербурге и открыли «Штаб преображения Петербурга». Проект предлагал предпроектные предложения по изменению общественных пространств, набережных, дворов, скверов и улиц Петербурга, а также призывал горожан участвовать в муниципальных выборах.
Максим Кац был назначен руководителем штаба партии «Яблоко», все кандидаты, выдвинувшиеся по призыву «Городских проектов», шли на выборы от этой партии. 99 кандидатов от «Яблока» стали депутатами.
Одновременно с муниципальными выборами в Петербурге Городские проекты вели две предвыборные кампании в Московскую Городскую Думу: Дарьи Бесединой (округ №8) и Анастасии Брюхановой (округ №42). О старте кампании в МГД Максим Кац объявил 17 февраля 2019 года, целью было заявлено продвижение повестки демонтажа скоростных магистралей, построенных в Москве (через округ 8 как раз проходит одна из таких магистралей — Ленинградский проспект). Беседина, ставшая 8 сентября 2019 года депутатом МГД VII созыва, выдвинулась от партии «Яблоко» и провела масштабную избирательную кампанию, которая проходила на фоне политических протестов вокруг выборов в Мосгордуму.

### 2020 —выборы в региональные Городские Думы
В 2020 году Городские проекты поддержали 63 кандидатов проурбанистических взглядов на выборах в Городские Думы различных регионов РФ. Семь поддержанных кандидатов стали депутатами.

### 2021 —выборы в Государственную Думу и в МГД
В 2021 году Городские проекты вели две предвыборные кампании: в качестве кандидата в депутаты Государственной думы баллотировалась сотрудница фонда Анастасия Брюханова, в довыборах кандидатов в Московскую городскую Думу участвовал Пётр Карманов. Выборы ознаменовались первым применением системы дистанционного электронного голосования (ДЭГ). Сотрудники штаба Брюхановой утверждают, что использование ДЭГ стало причиной поражения на выборах, так как результаты ДЭГ и результаты оффлайнового голосования в урны существенно различались, также заявляется о статистических аномалиях.

### 2022 — муниципальные выборы в Москве
В 2021 году Городские проекты объявили о проведении кампании поддержки независимых кандидатов в муниципальные депутаты города Москвы, аналогичной проекту «Объединённые демократы» 2017 года.